# Mysmena isolata
Espèce
Mysmena isolata est une espèce d'araignées aranéomorphes de la famille des Mysmenidae.

## Distribution
Cette espèce est endémique de l'île de Sainte-Hélène.

## Publication originale
- Forster, 1977 : Fam. Symphytognathidae. La faune terrestre de l'île de Saite-Hélène IV. Musée Royal de l'Afrique Centrale Tervuren Belgique Annales Serie in Octavo Sciences Zoologiques, vol. 220, p. 129-131.